# Fentanyl
Fentanyl is een morfinomimeticum, een stof met een werking analoog aan die van morfine. Het werkt echter vele malen sterker dan morfine (op gewichtsbasis ca. 80 maal). De stof werkt gemakkelijk verslaving in de hand en kan zeer schadelijk zijn voor de gezondheid. In de geneeskunde wordt het toegepast als een sterk werkende pijnstiller tijdens operaties, waarvan de effecten redelijk kort aanhouden en waarvan de werking zo nodig snel kan worden opgeheven door toediening van de antagonist naloxon. Het middel werd in 1960 gericht gesynthetiseerd door de Belgische arts en farmacoloog Paul Janssen.
De stof is opgenomen in de lijst van essentiële geneesmiddelen van de Wereldgezondheidsorganisatie. In Nederland staat fentanyl op lijst 1 van de Opiumwet.

## Toediening
In de chronische pijnbestrijding wordt het in de vorm van pleisters gebruikt waaruit het langzaam en geleidelijk vrijkomt en via de huid wordt opgenomen. Deze fentanylpleisters (vaak incorrect aangeduid als        'morfinepleisters') hoeven maar om de drie dagen te worden vervangen. Een nadeel is dat het na het opplakken enige uren duurt voor deze pleisters werken en dat het effect na verwijderen van de pleister nog enige uren aanhoudt.
Naast de pleisters is er een scala aan andere toedieningsvormen zoals zuigtabletten, neusspray en oromucosale tabletten. Deze laatste werken via het slijmvlies in de mond.
Er is een aantal fentanylanaloga gesynthetiseerd die deels een ander werkingsprofiel hebben:
- alfentanil (Rapifen), een ultrakort (5-10 min.) werkend opioïde analgeticum;
- sufentanil (Sufenta), een zeer krachtig werkend middel (10-15x sterker dan fentanyl)
- remifentanil (Ultiva), tot op heden het kortst werkende opioïde,
- carfentanil, een extreem sterk middel dat wordt gebruikt in de veterinaire geneeskunde om grote dieren mee te verdoven. Zo is 10 mg voldoende voor een volwassen olifant. Het werkt circa 10.000x zo sterk als morfine.

Naast de bovengenoemde fentanylderivaten worden er in de operatiekamer door anesthesiologen nog andere opioïden en opiaten gebruikt, zoals pethidine, piritramide, methadon en analoga.

## Interacties
Gelijktijdige toediening van geneesmiddelen die de CYP3A4-activiteit induceren, kan de werkzaamheid van fentanyl verminderen.

## Veiligheid na gebruik
Fentanylpleisters bevatten een overmaat aan werkzame stof. Zo bevat de fentanyl-100 pleister 16,8 mg fentanyl, waarvan het 0,1 mg (100 μg) per uur afgeeft. Verder zijn er pleisters die gedurende drie dagen 12, 25, 50 of 75 μg per uur afgeven. Een injectie fentanyl bevat slechts 50 μg/ml. Ongebruikte fentanylpleisters moeten uit veiligheidsoverwegingen op zorgvuldige wijze worden vernietigd. Op 17 juni 2014 gaf de Nederlandse registratieautoriteit nogmaals een waarschuwing uit over het niet correct vernietigen van ongebruikte fentanylpleisters.

## Geschiedenis
Fentanyl werd ontwikkeld door Paul Janssen in 1959 en gecommercialiseerd door zijn bedrijf Janssen Pharmaceutica.
Bij het beëindigen van de gijzeling in het Doebrovkatheater in Moskou in 2002 werden carfentanil en remifentanil gebruikt. Carfentanil is circa 125 maal krachtiger dan fentanyl, remifentanil ongeveer even krachtig. Beide hebben een hoge therapeutische index, wat een hoge veiligheidsmarge zou impliceren tussen een effectieve dosis en een dodelijke dosis. Via het ventilatiesysteem zijn de stoffen in aerosolvorm binnengebracht. Daarbij kwamen 129 van de 850 gegijzelden en 38 van de 39 gijzelnemers om door verstikking.
Muzikant Prince overleed in april 2016 door een overdosis fentanyl, denkend dat hij pijnstiller Vicodin nam. De Vicodin was illegale namaak en bevatte fentanyl.
In 2017 stierf Tom Petty aan een cocktail van pijnstillers van onder andere fentanyl en oxycodon.
Zanger-rapper Lil Peep, verslaafd aan Xanax, overleed in november 2017 aan met fentanyl vervuilde, illegaal geproduceerde Xanax.
In 2018 stierf rapper Mac Miller aan een onopzettelijke overdosis fentanyl, cocaïne en alcohol.
In 2022 overleed de Amerikaanse rapper Coolio aan een overdosis fentanyl.
In de Verenigde Staten vielen in 2016 ruim 20.000 doden door fentanylgebruik. Dat was meer dan de ruim 15.000 heroïne-doden. De DEA spreekt inmiddels van een mondiale bedreiging.

## Wetgeving in Nederland
Fentanyl en verwante verbindingen vallen onder de bepalingen van de Opiumwet (lijst 1).

## Drugsmisbruik
Sinds 2006 neemt in de VS het misbruik van fentanyl in diverse vormen toe. In een rapport van de CDC wordt gesproken van 1000 sterfgevallen tussen 2005 en 2007. De meeste gevallen werden geregistreerd in Chicago, Philadelphia en Detroit. In 2014 waren er 4.200 doden. Ook het Canadese Vancouver staat geregistreerd voor een hoog aantal verslaafden. Voorlopige gegevens laten zien dat fentanyl de oorzaak was van een groot deel van de naar schatting 59.000 tot 65.000 drugsgerelateerde sterfgevallen in het jaar 2016 in de VS. In de wijk Montgomery County was in januari en februari 2017 99 van de 100 drugsgerelateerde sterfgevallen fentanyl of een analoog de oorzaak. Volgens de New York Times stierven door misbruik van fentanyl alleen al in Long Island in 2016 ten minste 220 mensen.
Een reden voor de hoge sterftecijfers bij toepassing van fentanyl is de extreem hoge effectiviteit en lage therapeutische breedte (LD50 ∶ ED50 = 277, in tegenstelling tot 25.211 voor sufentanil). Fentanyl kan reeds in een hoeveelheid van 2 mg voor een volwassene met een normaal gewicht fataal zijn. Fentanyl wordt steeds meer gebruikt voor het versnijden van heroïne. Als de fentanyl niet goed door de heroine verspreid wordt, treden dodelijke hotspots met fentanyl op. Fentanyl, dat versneden ofwel direct op de zwarte markt verkocht wordt, komt deels uit legale farmaceutische en deels uit illegale productie.
Door het veranderen van resten in het fentanylmolecuul wordt een rij van verschillende designerdrugs gesynthetiseerd, zoals methylfentanyl en benzylfentanyl